# Phyllophaga tegulicollis
Phyllophaga tegulicollis är en skalbaggsart som beskrevs av Saylor 1934. Phyllophaga tegulicollis ingår i släktet Phyllophaga och familjen Melolonthidae. Inga underarter finns listade i Catalogue of Life.